# Soós Lajos (színművész)
Soós Lajos névvariáns: Sós (Hahót, 1918. augusztus 16. – Budapest, 2013. január 24.) Jászai Mari-díjas magyar színész.

## Életpályája
Hahóton született, 1918. augusztus 16-án. Édesapja Sabján József cipészmester volt.
Színművészeti Akadémiát végzett. 1942-től tagja volt a Pünkösti Andor vezette Madách Színháznak. 1943-ban a Majális című film egyik főszerepét, Juhász Istvánt alakította, de később is sokat filmezett. A háború után 1949-től a Magyar Színházban és a Pesti Színház-ban kezdte pályáját. 1950-től az Ifjúsági Színházban játszott, 1957-től a József Attila Színház tagja volt. 1984-től a Népszínház, Józsefvárosi Színház illetve a jogutód Budapesti Kamaraszínház művésze. 1975-ben Jászai Mari-díjat, 1987-ben a Munka Érdemrend arany fokozatát kapta meg.

## Fontosabb színházi szerepeiből
- Molière: Az úrhatnám polgár... Jourdain
- Molière: A fösvény... Valere
- Benjamin Jonson: Volpone... Leone
- George Bernard Shaw: Szent Johanna... Stogumber atya, a winchesteri bíboros káplánja
- Eugene O’Neill: Vágy a szilfák alatt... Ephraim Cabot
- Eduardo De Filippo: Szombat, vasárnap, hétfő... Peppino, Rosa férje
- Georg Büchner: Leonce és Léna... Szertartásmester
- Mihail Afanaszjevics Bulgakov: Fehér karácsony... Mislajevszkij
- Alekszandr Nyikolajevics Osztrovszkij: Utolsó áldozat... Szalaj Szaltinics
- Jiří Menzel: De jó szeretni!... Ubaldo
- Giulio Scarnicci – Renzo Tarabusi: A csodák Nápolyban születnek... Benedetto, éjjeliőr
- Robert Bolt: 	Éljen a királynő!... Lord Morton
- Csiky Gergely: Buborékok... Morosán Demeter
- Csiky Gergely: Kaviár... Barlanghy Achilles, hajóskapitány
- Szigligeti Ede – Szigeti Edit: Liliomfi... Kányai
- Molnár Ferenc: Olympia... Kovács kapitány
- Bródy Sándor: A tanítónő... Ifj. Nagy
- Fejes Endre: Rozsdatemető... Küvecses Endre
- Molnár Ferenc: Liliom - egy csirkefogó élete és halála... Liliom
- Németh László: Nagy család... Gara gondnok
- Németh László: A két Bolyai... Bolyai Antal
- Németh László: Eklézsia-megkövetés... Bethlen Miklós
- Mesterházi Lajos: Férfikor... Volháber
- Kertész Ákos: Névnap... Varga Lehel
- Schwajda György: Kakukktojás... Hárshegyi
- Müller Péter: Szemenszedett igazság... Anton Pin, besurranó tolvaj
- Berkesi András: Viszontlátásra, Harangvirág!... Kovács
- Berkesi András: Kálvária... Sonntág Pál, fűtő
- Száraz György: Megoldás... Mihail atya, fogadós barát
- Urbán Gyula: Itt a piros, hol a piros!... Rezovics Dusán, hentes és mészáros
- Berté Henrik – Franz Schubert: Három a kislány... Egy lakó

## Filmek, tv
- Majális (1943)
- Gyanú (1944)
- Becsület és dicsőség (1951)
- Nyugati övezet (1952)
- Vihar (1952)
- Föltámadott a tenger (1953)
- Veréb utcai csata (1959)
- A kilencvennégyes tartálykocsi (1962)
- Bálvány (1963)
- Nem (1965)
- Mátyás király Debrecenben (1965)
- A bunda (1966)
- Viharban (1966)
- Reggeli a marsallnál (1967)
- Bánk bán (1968)
- A holtak visszajárnak (1968)
- Jövőbéli históriák (1970)
- A mi emberünk (1970)
- Bors (sorozat)

- Magdolnabál című rész (1971)
- Ujjé a ligetben című rész (1972)
- Sári bíró (1974)
- Szigligeti Ede: Liliomfi (színházi előadás tv-felvétele, 1974)
- Keresztút (1975)
- Felelet (sorozat) (1975)
- Tornyot választok (1975)
- Autó (1975)
- A sas meg a sasfiók (1976)
- Megtörtént bűnügyek (sorozat)

- A müncheni férfi című rész (1976)
- Le a cipővel! (1976)
- Húsvét (1976)
- Lincoln Ábrahám álmai (1976)
- 6-os számú kórterem (1977)
- A szabin nők elrablása (film, 1977)
- Császárlátogatás (1977)
- Mire a levelek lehullanak... (1978)
- Zokogó majom (sorozat) 1. rész (1978)
- Szervusz, Szergej! (sorozat) 1-2. rész (1979)
- Kojak Budapesten (1980)
- Petőfi (sorozat)

- Föltámadott a tenger című rész (1981)
- Süsü, a sárkány kalandjai (sorozat) (1977-1981)
- Négyszemközt az alkohollal[2]